# Torbyd

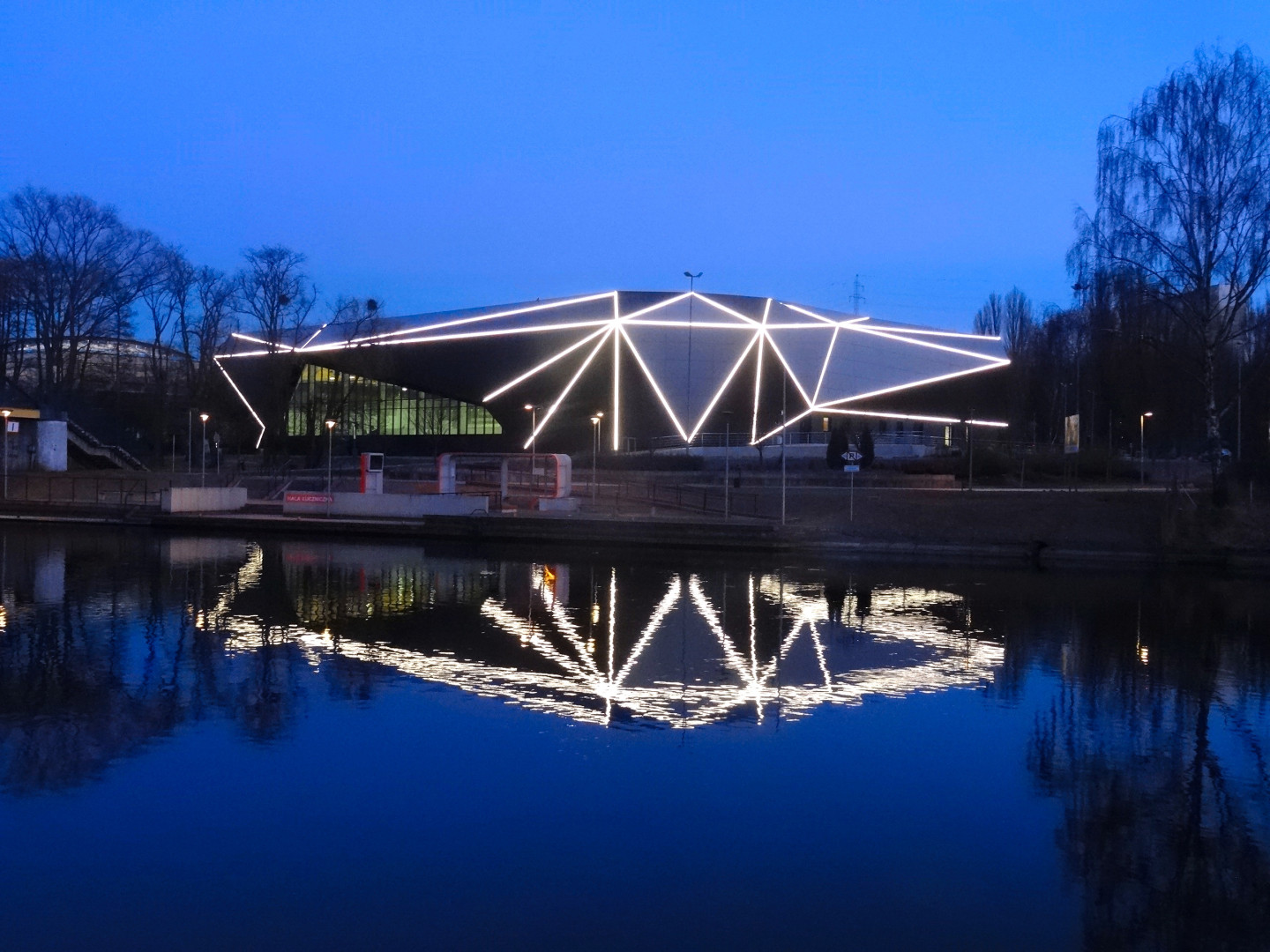
Torbyd od strony Brdy

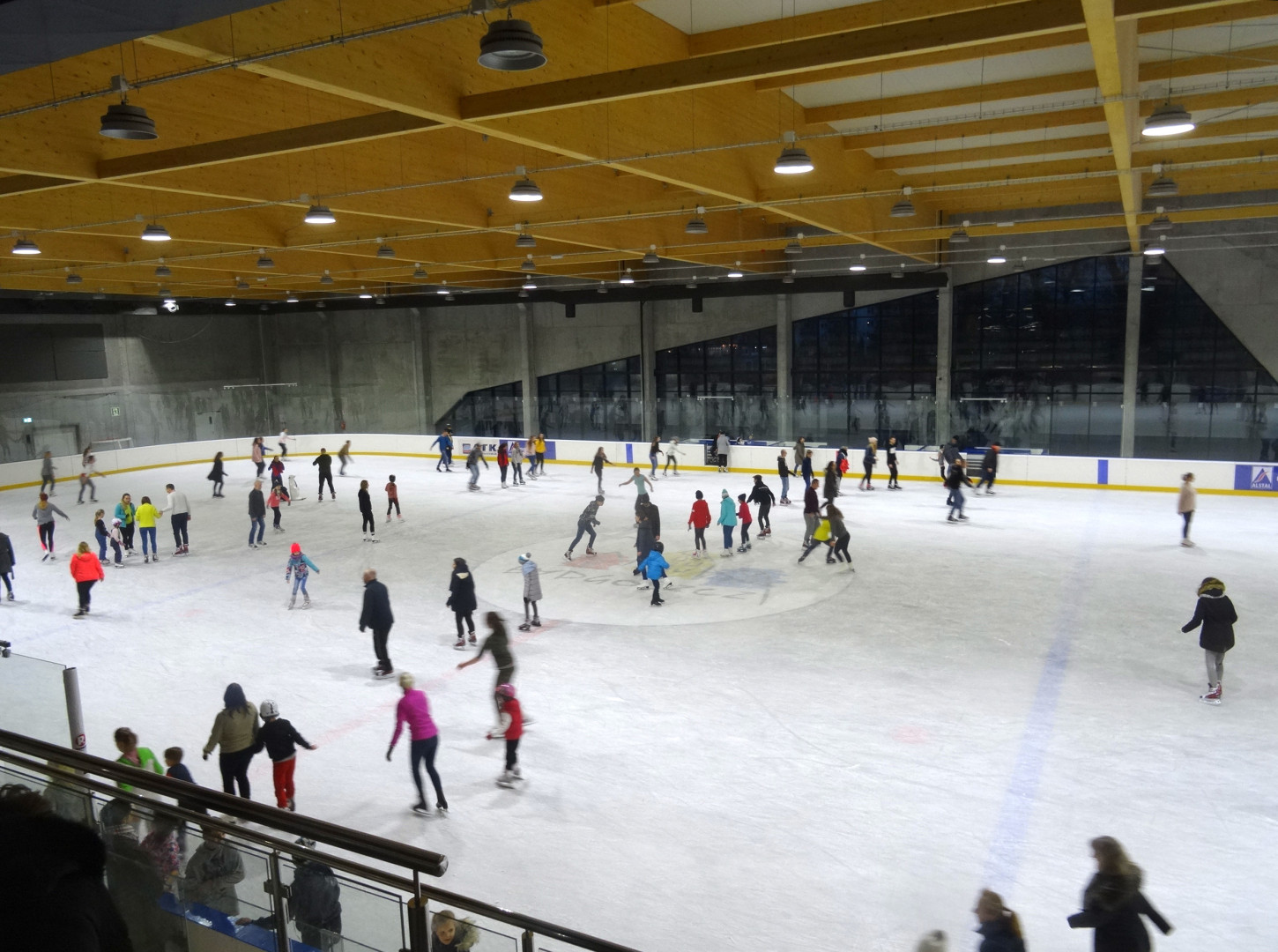
Tafla lodowa Torbydu

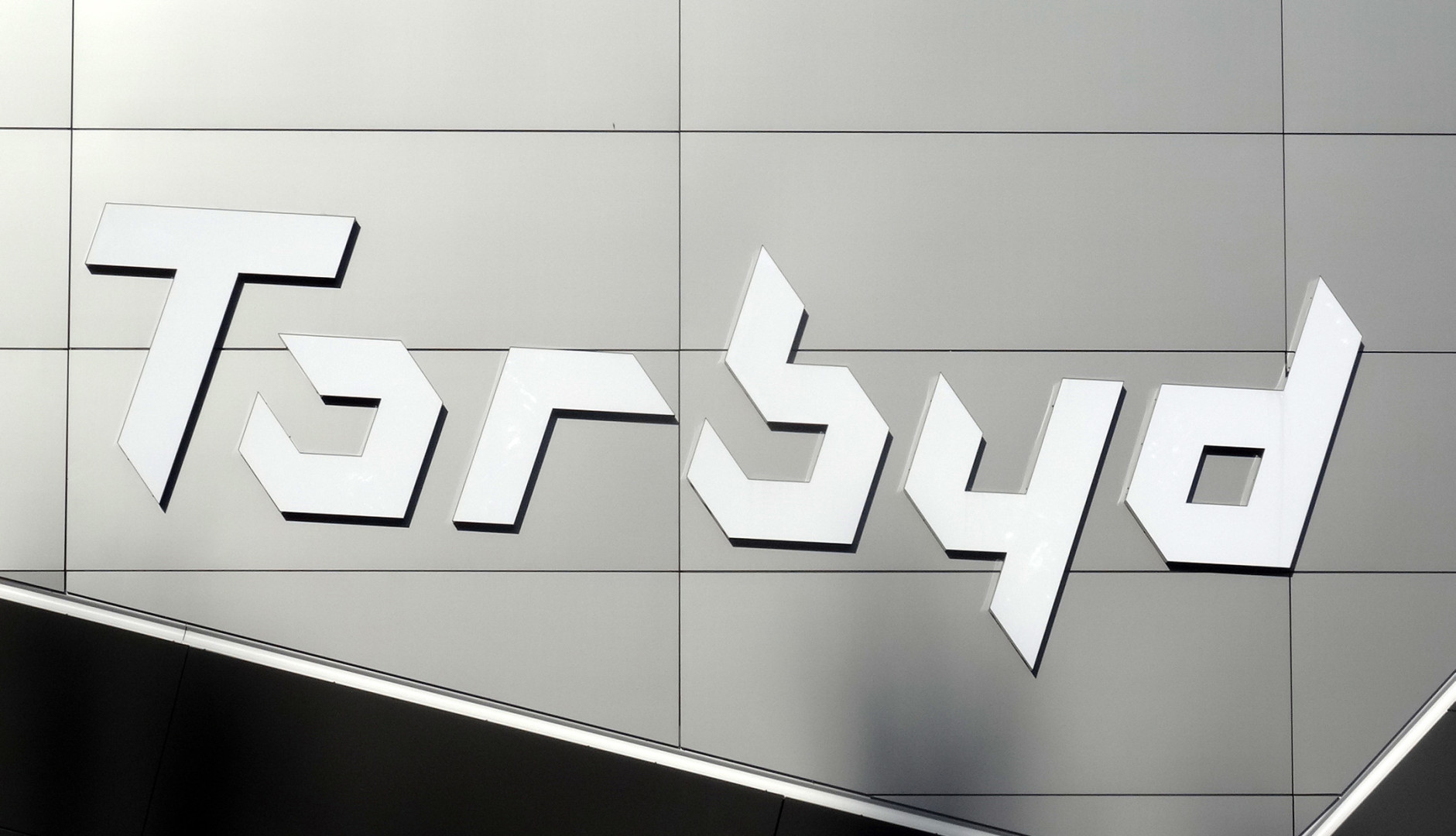
Logo

Torbyd – hala sztucznego lodowiska w Bydgoszczy, użytkowana w latach 1959-2004 i otwarta ponownie w nowej lokalizacji i formie architektonicznej 5 stycznia 2018 roku.

## Lokalizacja
Sztuczne lodowisko Torbyd istniejące w latach 1959-2004 zlokalizowane było przy ul. Fryderyka Chopina 11a na osiedlu Skrzetusko. Nowa hala lodowa Torbyd, istniejąca od 2018 roku położona jest natomiast w parku Centralnym, na przy hali sportowo-widowiskowej Łuczniczka i Artego Arenie.

## Charakterystyka
Sztuczne lodowisko Torbyd pełni rolę całorocznej ślizgawki publicznej oraz lodowiska do uprawiania łyżwiarstwa i hokeja na lodzie. Obiekt spełnia wymogi Międzynarodowej Federacji Hokeja na Lodzie i dysponuje m.in. wypożyczalnią łyżew, szatniami i suszarnią sprzętu hokejowego, pomieszczeniami medycznymi, trybunami dla widzów oraz restauracją na 100 osób z widokiem na taflę lodową. Zarządcą obiektu jest spółka Bydgoskie Obiekty Sportowe. 

## Historia

### Stary Torbyd (1959-2004)
Popularność hokeja i rekreacji na lodzie w Bydgoszczy w latach 50. XX w. była przyczyną powołania w 1958 roku Społecznego Komitetu Budowy Sztucznego Lodowiska w Bydgoszczy, któremu przewodził wiceprzewodniczący Prezydium MRN Antoni Koczorowski. W rekordowym tempie (marzec-grudzień 1959) zbudowano w kwadracie ulic Moniuszki, Chopina. Jagiellońskiej i Ogińskiego, w oparciu o park urządzeń chłodniczych pobliskich Bydgoskich Zakładów Mięsnych – czwarte w Polsce sztuczne lodowisko (po Katowicach, Warszawie i Łodzi). Obiekt nie był finansowany ze środków państwowych, gdyż powstał poza centralnym planem budownictwa sportowego. Uroczyste otwarcie miało miejsce 19 grudnia 1959 roku. Uświetnił je mecz ówczesnego mistrza Polski Górnika Katowice z występującą wtedy w II lidze Polonią Bydgoszcz. Mimo że drużynę bydgoską zasilili występujący w NHL kanadyjscy bracia Warwick, wynik spotkania był korzystny dla Górnika (9:3).
W wyniku konkursu ogłoszonego przez redakcję „Ilustrowanego Kuriera Polskiego” lodowisko otrzymało nazwę „Torbyd” i stało się miejscem rekreacji mieszkańców oraz bazą dla występującej od 1960 roku w ekstraklasie drużyny hokejowej Polonii Bydgoszcz, jak również łyżwiarstwa figurowego (Franciszek Spitol występujący w barwach Polonii Bydgoszcz w latach 1961-1963 trzykrotnie zdobył tytuł mistrza Polski seniorów).
Lodowisko w następnych latach rozbudowywano, powstały wokół niego żelbetowe trybuny, a w latach 1979/80 zbudowano drugą płytę hokejową, własną maszynownię i pawilon administracyjny. W latach 80. XX w. obiekt zadaszono. Na obiekcie w latach 60. i 70. XX w. sukcesy osiągały drużyny Polonii Bydgoszcz: puchar Polskiego Związku Hokeja na Lodzie (1963), 3. miejsce w ekstraklasie (1964 i 1965), tytuł mistrza Polski juniorów (1966), wicemistrza (1967, 1972), trzecie miejsca w mistrzostwach Polski juniorów (1963, 1973 i 1975). W 1984 Polonia Bydgoszcz przejęła lodowisko na własność od miasta. W 1992 sekcja hokejowa usamodzielniła się i działała pod nazwą Bydgoskiego Towarzystwa Hokejowego. Wraz z upadkiem klubu w 2003 Torbyd przestał pełnić swoje funkcje i został zamknięty. W 2016 miasto sprzedało 1,5 ha teren po Torbydzie za 10,1 mln zł. Obiekt został rozebrany, a teren sprzedany spółce deweloperskiej. W jego miejscu przewidziano dwa budynki mieszkalne (Apartamenty przy Chopina), położony przy Trasie Uniwersyteckiej pięciokondygnacyjny biurowiec Preludium z lokalami handlowo-usługowymi na parterze, który powstał jako pierwszy, a przy ul. Ogińskiego pięciokondygnacyjny hotel i galeria handlowa z parkingiem podziemmnym. W 2018 wydano pozwolenie na budowę na terenie dawnego Torbydu pięciu budynków, których realizację rozpoczęto w 2019. Architekci starali się wpasować je w sąsiedztwo przedwojennych kamienic tworzących zwartą pierzeję ul. Jagiellońskiej i nawiązać do modernistycznych budynków przy ul. Chopina, a także nowoczesnej galerii handlowej przy ul. Ogińskiego. Zgodnie z obowiązującym planem miejscowym maksymalna powierzchnia zabudowy nie przekroczy 60 proc., powierzchnia zieleni urządzonej wyniesie minimum 30 proc., wysokość zabudowy ograniczono do 5. kondygnacji (10 do 23 m wysokości przy dachach płaskich).

### Nowy Torbyd (od 2018)
Budowę nowej hali lodowej, następczyni nieczynnego Torbydu władze miasta rozważały od 2006 roku. Spośród wielu możliwych lokalizacji wybrano teren w parku Centralnym, po zachodniej stronie hali widowiskowo-sportowej „Łuczniczka”. Inwestycję wpisano w 2015 roku w plany inwestycyjne Bydgoszczy. Projekt przygotowało biuro TBiARCHITEKCI, a wygląd zewnętrzny obiektu opiniowała Społeczna Rada ds. Estetyki Miasta. Prace budowlane przeprowadziło konsorcjum firm Alstal oraz AGB2 od czerwca 2016 do grudnia 2017 roku. Jesienią 2017 roku w konkursie ogłoszonym przez miasto mieszkańcy wybrali dla nowego lodowiska nazwę Torbyd (innymi proponowanymi nazwami były Kryształowa Arena, Arctic Arena albo Tafla). Jego uroczyste otwarcie nastąpiło 5 stycznia 2018. Dzięki srebrnym okładzinom bryła budynku przypomina lodowy kryształ. Wewnątrz zlokalizowano szatnie, suszarnie sprzętu hokejowego, wypożyczalnię łyżew wraz z ostrzarnią i suszarnią, punkt handlowy oraz pomieszczenia socjalne i medyczne, a na piętrze restaurację z oknem widokowym na taflę lodu. Koszt realizacji obiektu wyniósł 23,5 mln zł i został pokryty w 85% z budżetu miasta Bydgoszczy, a także dzięki wsparciu 3,5 mln zł z budżetu państwa.
14 stycznia 2018 roku na tafli odbył się pierwszy mecz hokeja na lodzie – BKS Bydgoszcz podejmował Mad Dogs Sopot w ramach rozgrywek grupy północnej II ligi.
W ciągu pierwszego miesiąca eksploatacji z obiektu skorzystało 27 tys. osób.
W sierpniu 2019 wewnątrz obiektu powstał mural poświęcony łyżwiarzom i hokeistom.

## Architektura i dane techniczne
Forma zewnętrzna budynku inspirowana jest wyglądem kryształu lodu. Na elewacji dominują okładziny w srebrnym kolorze oraz szkło. Po zmroku trójkątne styki elewacji są podświetlane. Całkowita powierzchnia budynku wynosi 4605 m², a powierzchnia tafli lodowej 1779 m². Wymiary tafli spełniają wymogi pełnego boiska do gry w hokeja (30 x 60m). Lodowisko mieści jednocześnie około 240 osób, a trybuny - 300 widzów. Wyposażenie techniczne obejmuje m.in. agregat chłodniczy o łącznej mocy 360 kW, 25 kamer monitoringu wizyjnego oraz wentylację mechaniczną nawiewno-wywiewną.